# Іакінф (Карпінський)
Архімандрит Іакінф (в миру Яків Іванович Карпинський, також Йоакинф Карпинський; (*бл. 1723, Краснокутськ — †29 листопада 1798, Москва)  — архімандрит Новоспаського Монастиря в Москві, український бароковий письменник, автор морально-догматичних творів. Настоятель Рильського Миколаївського, Голутвинського Богоявленського, Новгородського В'яжицького, Кирилівського Білозерського, Новгородського Юріївського, Московського Новоспаського Крутицького монастирів. Ректор Переяслав-Залеської, Коломенської, Кирилобілозерської, Вологодської та Новгородської семінарій. Член Синоду. 

## Життєпис
Народився у сім'ї протоієрея Воздвиженської церкви села Черкасько-Порічного Суджанського повіту. 
Початкову освіту здобув у Бєлгородському духовному училищі, потім закінчив повний курс Харківського колегіуму. Пізніше у Києво-Могилянській академії вивчав богослов'я, грецьку та давньоєврейську мови у 1735—1744 роках. 
Був учителем в різних навчальних закладах. 
У 1744 прийняв чернечий постриг у Харківському Покровському монастирі. Цього ж року призначений префектом Харківського колегіуму.  
1744—1757 викладав у Харківському колегіумі ( з 1751 — префект).
У 1757 Карпинського переведено до Дмитровського Борисоглібського монастиря, де висвячено на архімандрита. 1757 — після присвячення в архімандрити, був настоятелем низки монастирів: Борисоглібського (1757), Переяславського Данилового, Севського Преображенського, Рильського Миколаєвського (1767 — 1771), Коломенського Голутвина (1771 — 1774), Новгородського Вяжицького  (1774), Кирило-Білозерського, Новгородського Юр’єва (27 червня 1792), Московського Донського (23 квітня 1795), Московського Ново-Спаського (з 1797).
Працював ректором Переяславо-Залеської, Коломенської, Кирилобілозерської, Вологодської, Новгородської семінарій. Був головним управителем Миколаївського духовного правління. 
З 12 травня 1794 був членом Московської контори святійшого Синоду. 
Припускається, що причиною частих переводів і незначного росту по службі (попри його досвіду) був запальний характер, надмірне честолюбство.  
Надавав покровительство Ювеналію Воєйкову, який жив у нього у Новоспаському монастирі після звільнення через хворобу.  
Досконало володів латинською мовою, за що сучасники називали його «Цицероном». Автор морально-догматичних творів. 
Діяльність Іакінфа Карпинського мала неоднозначну оцінку як у його сучасників, так і у подальші часи. В історичній літературі другої половини ХХ сторіччя його діяльність оцінювалася негативно. 
Помер у Московському Новоспаському монастирі, де й похований.

## Твори
Відомий своїм курсом догматики («Compendium theologiae dogmatico-polemicae»  («Скорочення догматично-полемічного богослов'я»), виданий у 1786, 1790, 1810), що був тривалий час посібником в семінаріях, та проповідями, що увійшли в книжку «Повчальні слова, в різні часи сказані Кирило-Білозірським архімандритом Іакінфом Карпинським» (СПб., 1782).
У «Повчальних словах» Карпинський виступає відкритим прихильником російського самодержавства, яке зводить до Рюрика і вважає, що дає більше можливостей для реалізації свобод, ніж республіка. Книжка включає 21 його проповіді з 1771 по 1781 рр. 
За дорученням Г. Потьомкіна-Таврійського Карпенський переклав латинською мовою Духовний регламент з додатком трактату Т. Прокоповича «О правильном разводе мужа с женою». 
У 1782 закінчив початий Давидом Нащинським переклад на латинську трактату Феофана Прокоповича «Об иге неудобоносимом», який видав у Лейпцигу. 
Під його спостереженням Ювеналієм Воєйковим упорядкований «Опис Новоспаського Московського монастиря» (1802).
Інші його твори зберігаються в рукописах у бібліотеці Санкт-Петербурзької духовної академії. 